# Morrigan
Morrigan, znana też jako Morrigu – irlandzka bogini magii, podziemia, wojny i śmierci oraz zniszczenia. Przedstawiana jest zwykle w zbroi i rynsztunku. Pojawia się wszędzie, gdzie jest wojna. Krąży nad polem bitwy pod postacią kruka lub wrony.
Po raz pierwszy wzmianka o niej pojawia się w Cyklu Mitologicznym (zob. Mitologia irlandzka) opowieści celtyckich, gdzie jest czczona jako jedna z Tuatha de Danaan.
Morrigan jest jedną z czterech bogiń wojny. Poza nią są jeszcze: Macha, Nemain i Badb.
Choć pierwsza część jej imienia wydaje się podobna do staroangielskiego słowa maere, które istnieje wciąż we współczesnym języku angielskim w wyrazie nightmare („mara nocna”), bardziej prawdopodobne jest, iż jest to istniejące w języku staro-,średnio- i nowoirlandzkim słowo mór, znaczące „wielki”, z kolei zbliżone fonetycznie marbh oznacza „umarły”, a mortlaíocht – „śmiertelność” (zbliżone do ang. mortality). Druga część jej imienia, rigan znaczy po irlandzku „królowa”. Imię Morrigan znaczyłoby Wielka Królowa, bądź Królowa Umarłych.
Z Morrigan próbowano powiązać arturiańską wiedźmę o imieniu Morgana Le Fay. Geoffrey of Monmouth napisał pierwsze historie opisujące Morganę Le Fay w Vita Merlini („Żywot Merlina”).